# Gerd Binnig

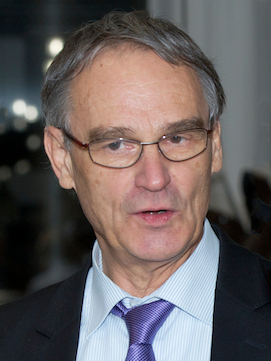
Gerd Binnig

Gerd Binnig (Frankfurt del Main, RFA 1947) és un físic alemany guardonat amb el Premi Nobel de Física de 1986, conjuntament amb Heinrich Rohrer l'any 1986 per la invenció del microscopi de túnel d'escaneig.

## Biografia
Va néixer el 20 de juliol a la ciutat alemanya de Frankfurt del Main, ciutat situada a l'estat alemany de Hessen i va jugar a les ruïnes de la ciutat durant la seva infantesa.. Va estudiar física a la Universitat Johann Wolfgang Goethe de la seva ciutat natal i el 1978 es va doctorar a la Universitat de Frankfurt. La seva família vivia en part a Frankfurt i en part a Offenbach am Main, i va anar a l'escola a les dues ciutats. Als 10 anys va decidir convertir-se en físic, però aviat es va preguntar si havia pres la decisió correcta. Es va concentrar més en la música, tocant en una banda. També va començar a tocar el violí als 15 anys i va tocar a l'orquestra de la seva escola.
Binnig va estudiar física a la Universitat JW Goethe de Frankfurt, es va llicenciar el 1973 i es va quedar allà per fer un doctorat amb el grup de Werner Martienssen, supervisat per Eckhardt Hoenig.
El 1978, Binnig va acceptar una oferta d'IBM per unir-se al seu grup de recerca de Zúric, on va treballar amb Heinrich Rohrer, Christoph Gerber i Edmund Weibel. Allà van desenvolupar el microscopi de túnel d'escaneig (STM), un instrument per a la imatge de superfícies a nivell atòmic. El comitè Nobel va descriure l'efecte que la invenció de l'STM va tenir en la ciència, dient que "s'estan obrint camps completament nous per a l'estudi de l'estructura de la matèria". Els principis físics en què es basava l'STM ja eren coneguts abans que l'equip d'IBM desenvolupés l'STM, però Binnig i els seus col·legues van ser els primers a resoldre els importants reptes experimentals que suposava posar-lo en pràctica.
Aviat l'equip d'IBM Zürich va ser reconegut amb uns quants premis: el premi alemany de física, el premi Otto Klung, el premi Hewlett Packard i el premi Rei Faisal. El 1986, Binnig i Rohrer van compartir la meitat del Premi Nobel de Física, l'altra meitat del Premi va ser atorgat a Ernst Ruska.
De 1985 a 1988, va treballar a Califòrnia. Va estar a IBM a Almaden Valley, i va ser professor visitant a la Universitat Stanford.
El 1985, Binnig va inventar el Microscopi de forces atòmiques (AFM) i Binnig, Christoph Gerber i Calvin Quate van desenvolupar una versió de treball d'aquest nou microscopi per aïllar superfícies.
El 1987 Binnig va ser nomenat IBM Fellow. El mateix any, va iniciar el grup IBM Physics Munich, treballant la creativitat. i microscòpia de força atòmica.
L'any 1994 el professor Gerd Binnig va fundar Definiens que es va convertir l'any 2000 en una empresa comercial. La companyia va desenvolupar Cognition Network Technology per analitzar imatges com l'ull humà i el cervell.
El 2016, Binnig va guanyar el premi Kavli en nanociència. Es va convertir en membre de l'Acadèmia Noruega de Ciències i Lletres.
El Binnig and Rohrer Nanotechnology Center, una instal·lació de recerca propietat d'IBM a Rüschlikon, Zuric, porta el nom de Gerd Binnig i Heinrich Rohrer.

## Vida personal
El 1969, Binnig es va casar amb Lore Wagler, una psicòloga, i tenen una filla nascuda a Suïssa i un fill nascut a Califòrnia. Les seves aficions són la lectura, la natació i el golf.

## Recerca científica
Inicià la seva recerca científica al Laboratori d'Investigació de l'empresa IBM a la ciutat suïssa de Zúric. Allà conegué el físic suís Heinrich Rohrer amb qui desenvolupà la major part dels seus treballs de recerca. Amb ell desenvolupà i perfeccionà el microscopi d'efecte túnel que permet veure àtoms individuals, obtenint una imatge molt precisa de la superfície d'un material.
El 1986 fou guardonat, juntament amb Rohrer, amb el Premi Nobel de Física pel disseny del primer microscopi d'exploració d'efecte túnel, premi que compartí amb Ernst Ruska, inventor del microscopi electrònic.
El 2016, Binnig va guanyar el Premi Kavli de Nanociència. Es va convertir en membre de l’Acadèmia Noruega de Ciències i Lletres.
El Centre de Nanotecnologia Binnig i Rohrer, un centre de recerca propietat d'IBM a Rüschlikon, Zuric, porta el nom de Gerd Binnig i Heinrich Rohrer.

## Publicacions
- Patent CH643397: Scanning apparatus per surface analysis mitjançant vacuum-tunnel efecte amb cryogenic temperatures. Angemeldet am 20. setembre 1979, Anmelder: IBM, Erfinder: Gerd Binnig, Heinrich Rohrer.[15]
- Gerd Binnig, Heinrich Rohrer, Gerber und E. Weibel: Tunneling through a Controlable Vacuum Gap, Appl. Phys. Lett. 40, 178 (1982).[16]
- Gerd Binnig, Heinrich Rohrer, C. Gerber i E. Weibel: Surface studies by scanning tunneling microscopy. In: Phys. Rev. Lett. 49/1, S. 57–61 (1982).[17]
- Gerd Binnig: Aus dem Nichts. Über die Kreativität von Natur und Mensch. (Del no-res. Sobre la creativitat de la naturalesa i de l'home) (1997), ISBN 3-492-21486-X.